# Stuart Price
Pour les articles homonymes, voir Price.
Stuart David Price (né le 9 septembre 1977) est un compositeur et producteur britannique de musique électronique qui s’est fait connaître dans les années 1990 avec le projet Les Rythmes Digitales, à la croisée des chemins entre synthpop, acid-house et trip hop. Plus tard, on le retrouva comme bassiste et membre fondateur du groupe Zoot Woman, dont le premier album, Living in a magazine, est sorti chez Wall of Sound en 2001. En 2005, avant de produire l'album Confessions on a Dance Floor de Madonna, il a produit deux titres de l'album Waiting for the Sirens' Call de New Order.
Il est également connu pour ses talents de directeur musical de concert. Il a notamment travaillé sur le Drowned World Tour, Re-Invention Tour, Confessions Tour et le Celebration Tour de Madonna ainsi que sur les albums American Life et Confessions on a Dancefloor,.
En tant que remixeur, Stuart Price a collaboré sous divers pseudonymes (Thin White Duke, Jacques Lu Cont, Paper Faces, Man With Guitar,...) avec des groupes et artistes aussi divers que les Scissor Sisters, Pet Shop Boys, The Killers, No Doubt, The Music, The Faint, Britney Spears, une multitude de remixes pour Madonna, Juliet ou encore Starsailor (le fameux remix de Four to the Floor édité en single est de lui).
Plus récent encore, il remixe Talk de Coldplay sous un de ses nombreux pseudos : Thin White duke, ou également Jacques Lu Cont. Ce titre est sorti sur le vinyle 12" édition limitée de Talk, sorti le 06/03/2006. Il a également remixé A pain that I'm used to et Wrong pour le groupe Depeche Mode, What else is there? de Royksopp ou encore Amazing de Seal.
En 2010, il est annoncé comme producteur du nouvel album des Scissor Sisters, sorti en juin de la même année, mais aussi de celui de Kylie Minogue, Aphrodite, sorti le 5 juillet 2010 en France,,. En novembre 2010, il est derrière le nouvel album des Take That : Progress en tant que Producteur arrangeur. Il a également produit les trois derniers albums des Pet Shop Boys : Electric, en 2013, Super, en 2016, et Hotspot en 2020.
En 2020, Stuart Price s'associe avec la chanteuse britannico-albanaise Dua Lipa, en co-produisant quatre titres de son album Future Nostalgia,,.

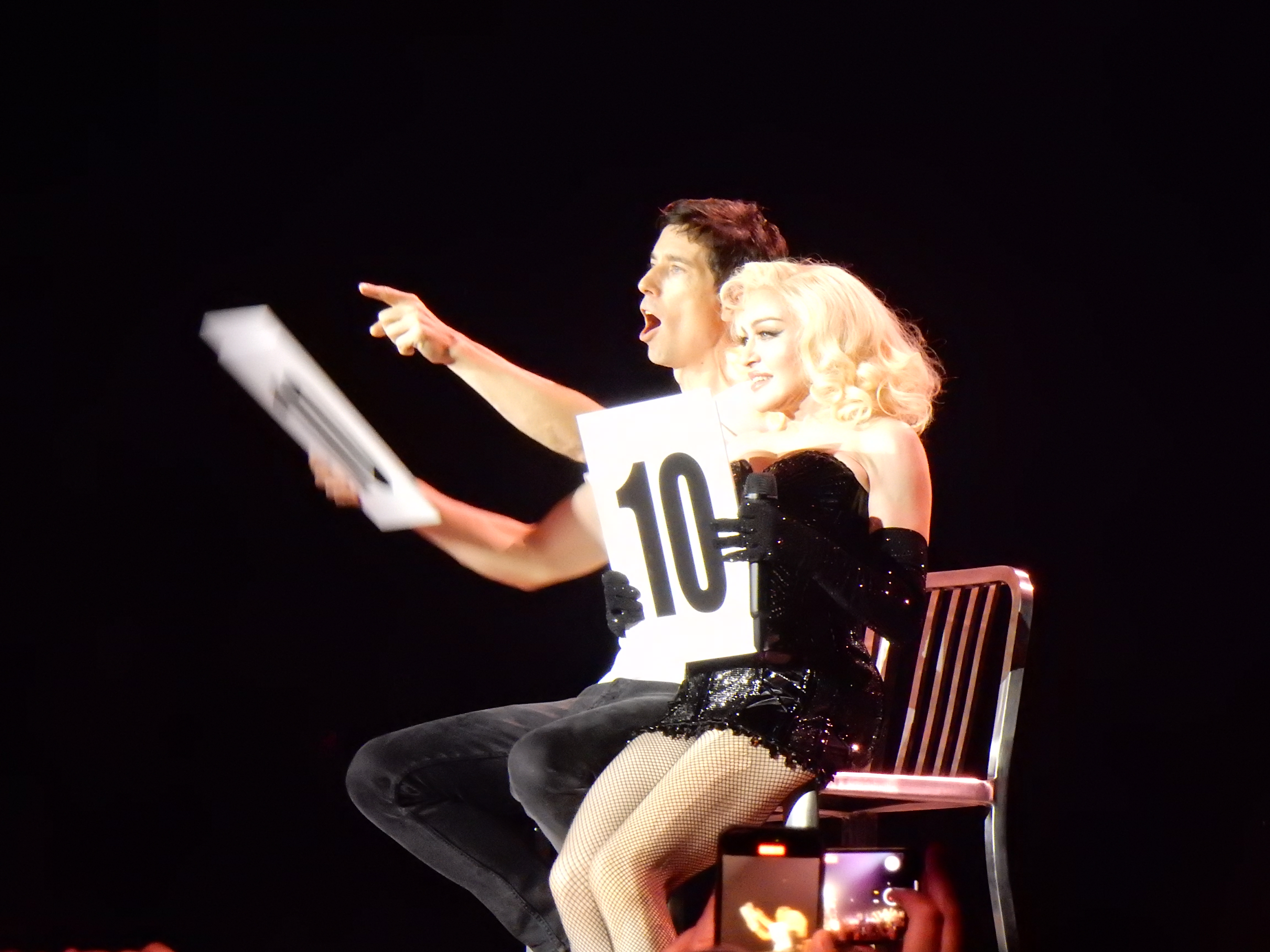
Stuart Price, en compagnie de Madonna, lors de sa tournée The Celebration Tour, en 2023.

En 2023, Stuart Price collabore à nouveau avec Madonna, en devenant le directeur musical de sa tournée The Celebration Tour,.

## Liste de chansons remixées
- Feeling For You de Cassius en 1999 sous le pseudo Les Rythmes Digitales.
- Living In A Magazine de Zoot Woman en 2001 sous le pseudo Paper Faces.
- Hollywood de Madonna sous le pseudo Jacques Lu Cont / Thin White Duke Mix.
- Four to the Floor de Starsailor en 2004 sous le pseudo Thin White Duke.
- Everybody de Madonna en 2005 sous son nom Stuart Price.
- Mr. Brightside de The Killers en 2005 sous le pseudo Thin White Duke.
- Avalon de Juliet en 2005 sous le pseudo Jacques Lu Cont.
- Talk de Coldplay en 2006 sous le pseudo Thin White Duke.
- When You Were Young de The Killers en 2006 sous le pseudo Jacques Lu Cont.
- 4 in the Morning de Gwen Stefani en 2007 sous le pseudo Thin White Duke.
- Viva la Vida de Coldplay en 2008 sous le pseudo Thin White Duke.
- Undisclosed Desires de Muse en 2009 sous le pseudo Thin White Duke.
- Just Say Yes de Snow Patrol en 2009 sous le pseudo Thin White Duke.
- Flesh and Bone de The Killers en 2012 sous le pseudo Jacques Lu Cont.
- Soothe My Soul de Depeche Mode en 2013 en collaboration avec Steve Angello sous le pseudo Jacques Lu Cont.
- Part of Me de Katy Perry en 2012 sous le pseudo Jacques Lu Cont.
- That Kind Of Woman de Dua Lipa en 2020 sous le pseudo Jacques Lu Cont.
- Heaven Takes You Home  de la Swedish House Mafia en 2022 sous le pseudo Jacques Lu Cont.